# Strand von L’Ermitage

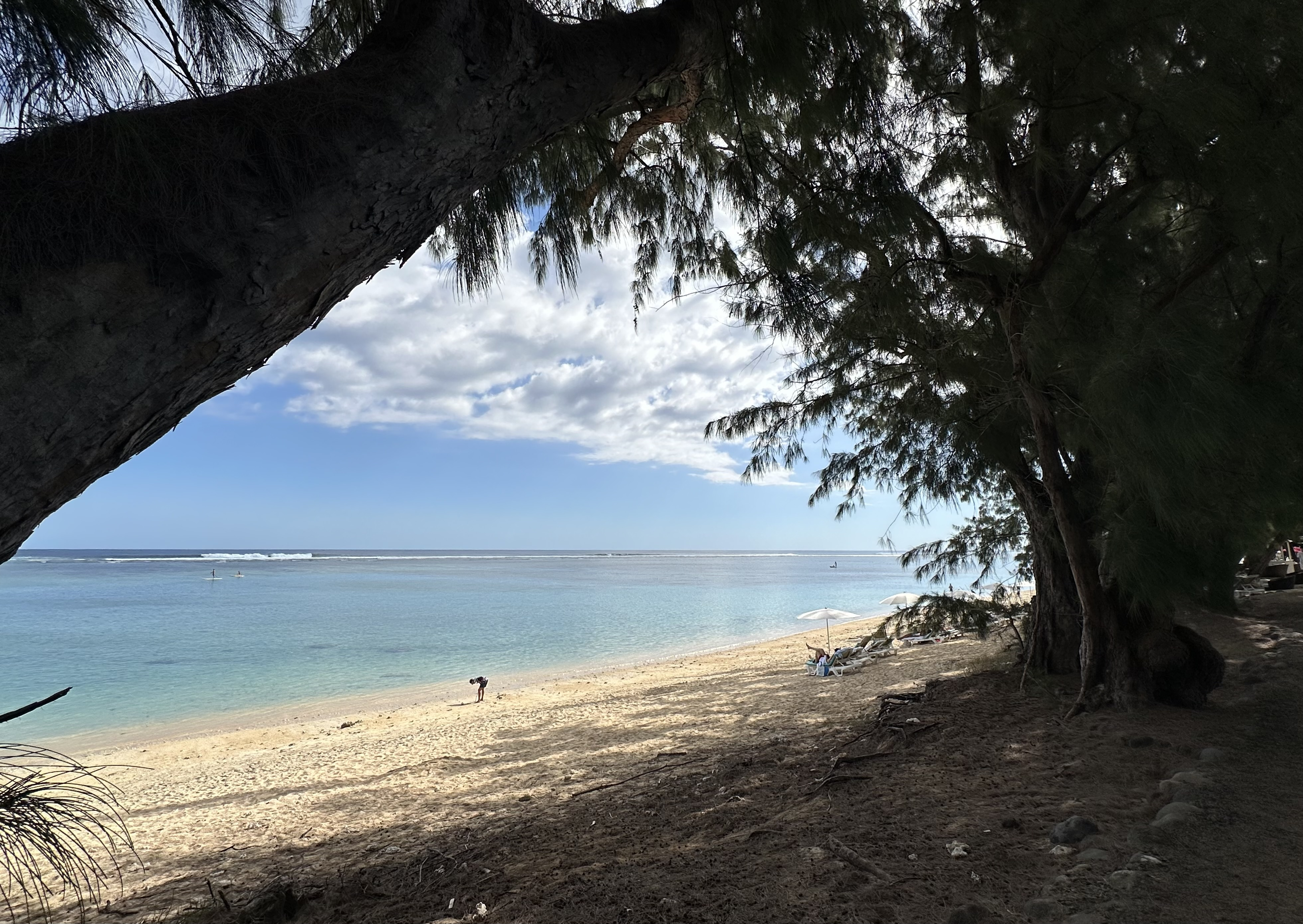
Strand von L’Ermitage, 2024

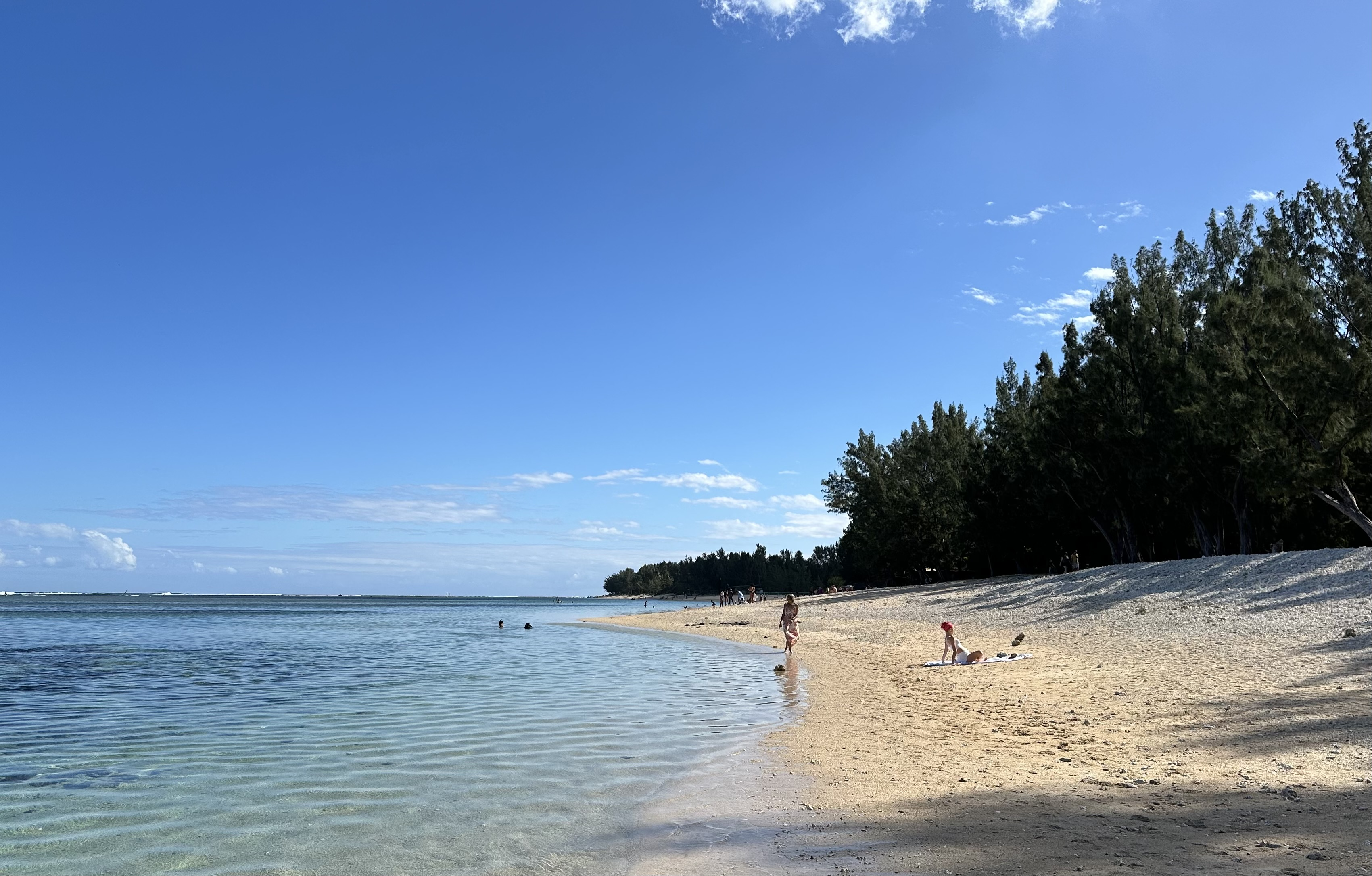
Strand

Der Strand von L’Ermitage (französisch Plage de l'Hermitage) ist ein Strand am Indischen Ozean im französischen Übersee-Département Réunion. 

## Lage
Der Strand gehört zur Gemeinde Saint-Paul und ist dem südlich von Saint-Gilles-les-Bains und nördlich von Saline-les-Bains gelegenen Ort L’Ermitage-les-Bains vorgelagert. Er erstreckt sich über mehrere Kilometer. Am Strand mündet die Ravine de l’Ermitage und etwas weiter südlich die Ravine de la Saline in den Ozean. Landseitig grenzen zum Teil lichte Wälder an.
Der Strand besteht aus weißem Sand. Ihm ist seeseitig ein Korallenriff vorgelagert, so dass direkt am Strand eine Lagune mit flachem Wasser besteht. In der Lagune kommen artenreich Fische vor. Durch das flache Wasser, das in der Lagune zumeist deutlich flacher als zwei Meter ist, gilt die Lagune selbst als sicher vor Haien. Im Zuge der gehäuften Haiangriffe vor La Réunion kam es am Nachmittag des 2. November 2019 zu einem Haiangriff, bei dem der Schwimmer Richard Martyn Turner umkam.
In der Umgebung des Strandes bestehen touristische Einrichtungen wie Gastronomie- und Beherbergungsbetriebe, darunter das Lux Saint-Gilles.